# Vučetić
Vučetić (Vuchetich ili Vucetich) je hrvatsko i crnogorsko prezime nastalo pretvaranjem imena Vučeta. U Hrvatskoj danas živi oko 1200 Vučetića.

## Podrijetlo prezimena
Podrijetlom su iz Bosne, otkuda su se doselili oko 1482. godine, bježeći ispred Turaka. Bosanski Vučetići spominju se u testamentu kneza Pribislava Vucheticha Lancilaga, tj. kopljanika iz 1475. godine, a poznat je i plemićki grb iz te godine. On je vjerojatno bio predvodnik bosanske srednjovjekovne vojske u tadašnjim mnogobrojnim ratovima protiv osmanskog osvajanja Europe. Osim toga bio je i savjetnik na dvoru Stjepana Vukčića Kosače i diplomat u Italiji. Prvi se puta spominju u Hrvatskoj u listini iz 1515. u Dabru.
Vučetići su stari brinjski rod. Postoji više nesrodnih rodovskih zajednica istoga prezimena izvan Republike Hrvatske, osobito u BiH i Srbiji. Vučetića ima i na otoku Viru, kao i na otoku Hvaru. Postoje i pravoslavni na Kordunu. Vučetići s pridjevom »de Brin« i »de Cseney« jedan su od najstarijih i najrazvijenih plemenitih rodova u brinjskom kraju.

## Grb
Latinski natpis: PEDES ET EQUES.

## Poznati Vučetići
- Ivan Vučetić (1909. – 1987.),  hrvatsko-argentinski izumitelj daktiloskopije
- Jelisaveta Buljovčić Vučetić (1940. – ), bačka hrvatska književnica
- Šime Vučetić (1858. – 1925 .),  hrvatski književnik